# 坎道列斯情结

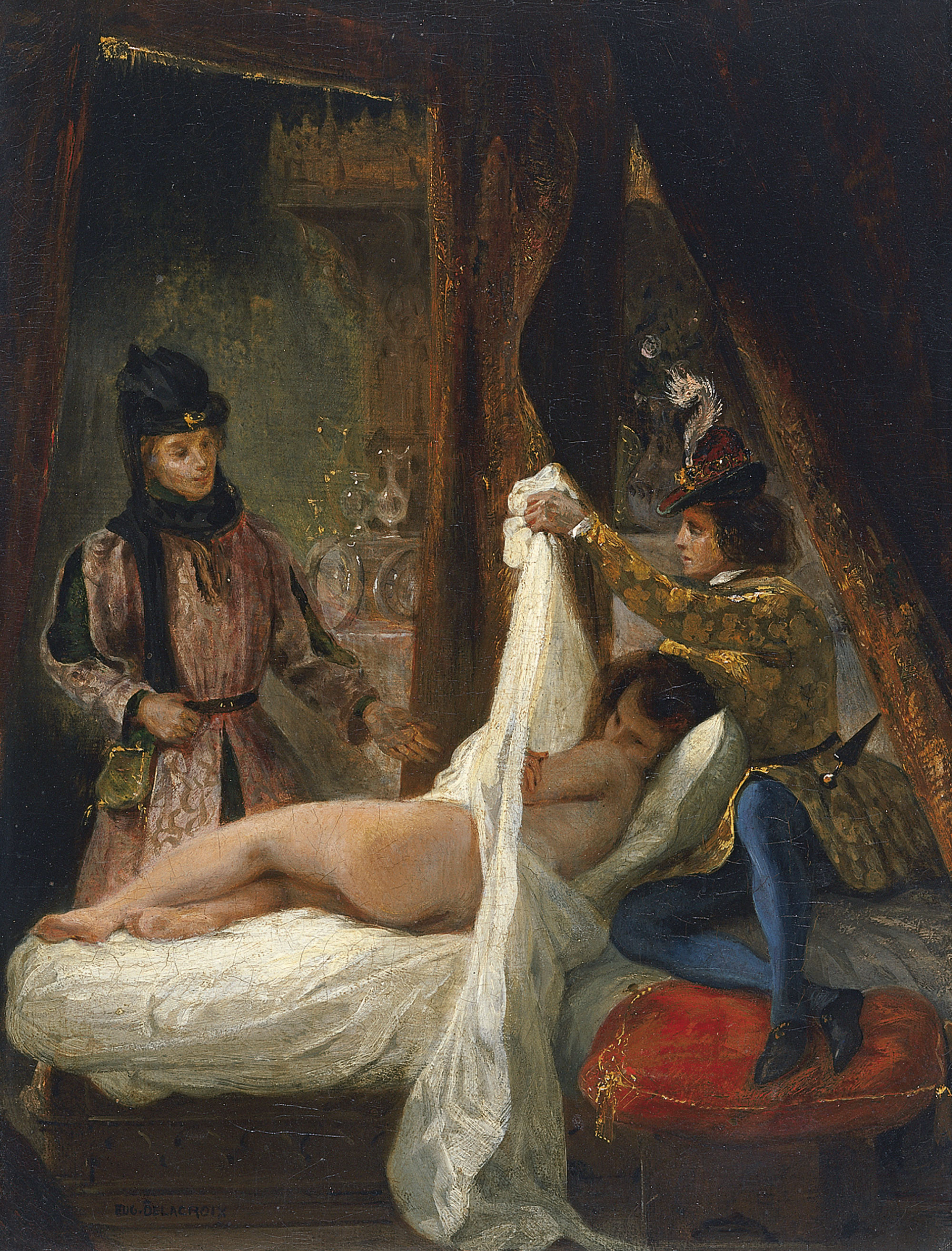
《奧爾良公爵展示他的情人》，歐仁·德拉克羅瓦繪

坎道列斯情结（英語：candaulesism）是指一種（通常是男性）將伴侶（通常是女性）裸體或其裸像暴露予他人以獲取偷窺快感的性偏離行為或幻想。坎道列斯情结亦與偷窺狂及暴露狂相關。
坎道列斯情结亦可表達脫衣或其他方式使女性伴侶裸露於人前的行為。該術語也泛指以互聯網方式發布伴侶的裸體照，或要求、強迫她穿上短得足以引人入性的露體服裝，如超短裙、緊身、透視裝或低胸上衣。

## 用詞的歷史

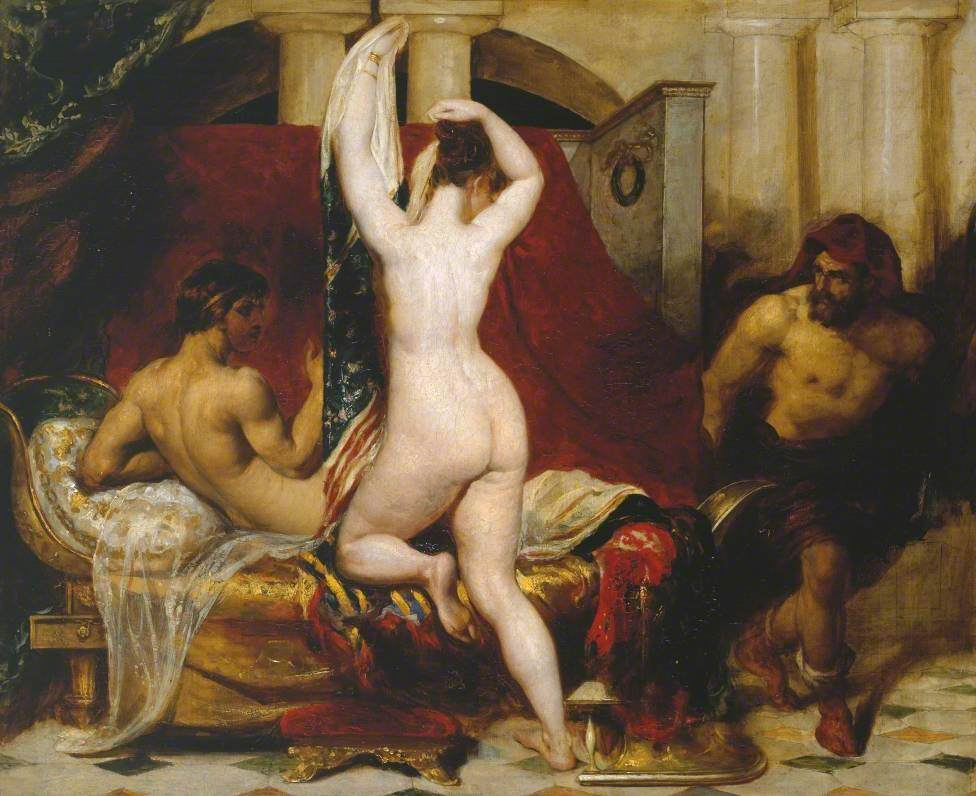
威廉·埃蒂的畫作《呂底亞的國王坎道列斯命令大臣巨吉斯偷窺他的妻子》，繪畫出希羅多德版本下巨吉斯的故事。

坎道列斯情結一詞源自希羅多德的名著《歷史》：古呂底亞國王坎道列斯構思出一個可在妻子不知情的情況下，向其僕人巨吉斯全裸暴露的計劃，但坎道列斯的妻子在脫光不久便察覺被巨吉斯窺視。翌日王后命令他從殺死自己或殺害丈夫之中抉擇以作這份惡作劇的補償。
該術語最初是由理查德·克拉夫特·埃賓應用在他的心理學著作《性精神病態》。

## 心理學
伊西多·薩格（Isidor Sadger）假定具坎道列斯情結者徹底地認同其伴侣的身體，並常不自禁地在腦海深處浮現此形象。
另一種提出的定義是把它視為一種一個人時常暗中觀察一對有性關係人士的行為。

## 歷史實例

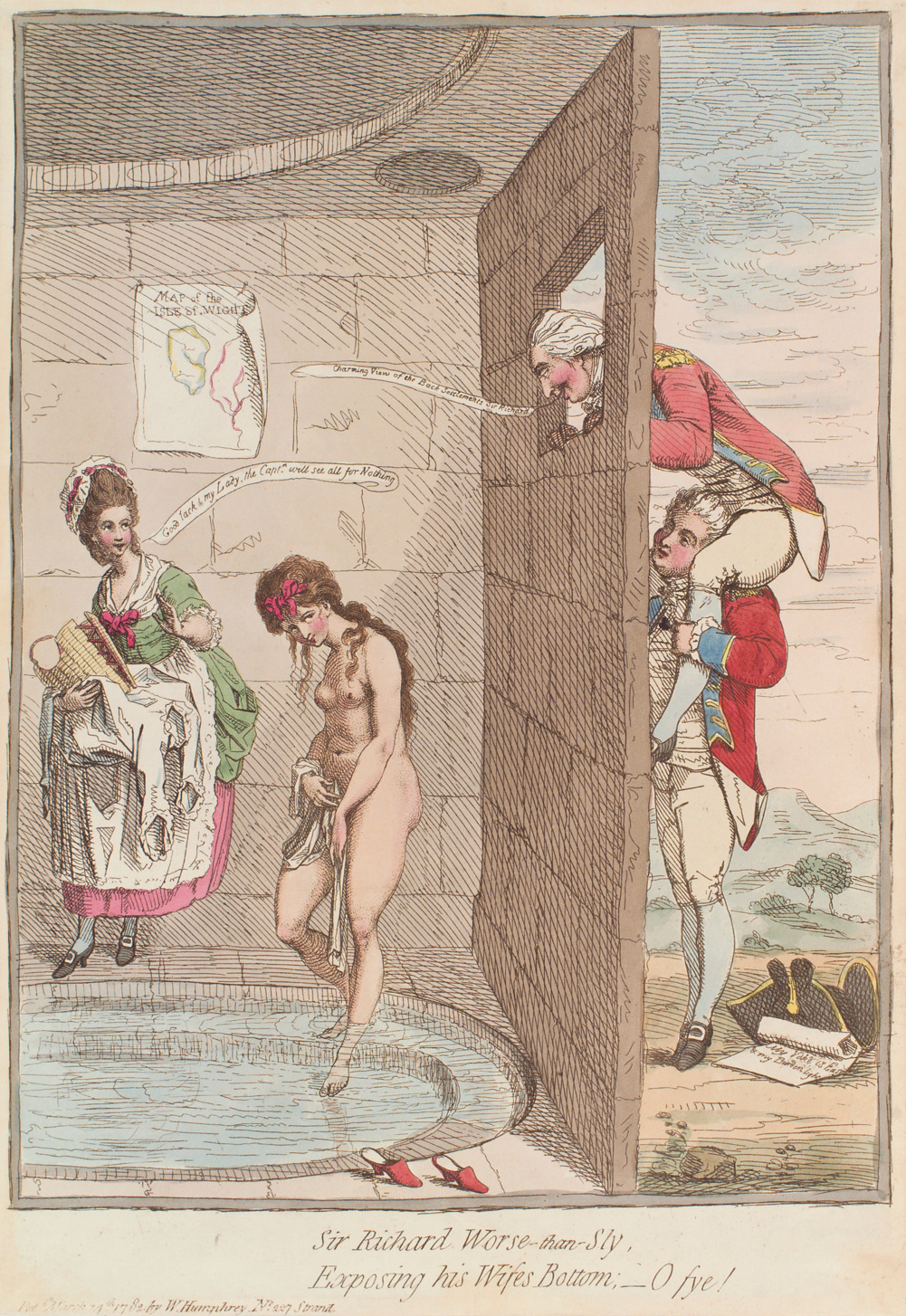
詹姆斯·吉爾雷在1782年的漫畫，描繪理查德·沃斯利爵士（Sir Richard Worsley）幫助喬治·比塞特（George Bisset）窺看他在浴室裡裸身的妻子西摩·福列明（Seymour Fleming）。標題寫著：「理查德·比狡猾更差（Worse-than-sly）爵士，暴露他妻子的屁股； – 瞧！」

在1782年理查德·沃斯利爵士（Sir Richard Worsley）對喬治·比塞特（George Bissett）的“通姦罪”（即與沃斯利夫人通姦）一案中，案情透露理查德爵士曾協助貝西特窺視正在洗澡的沃斯利夫人。
著名藝術收藏家兼鑑賞家查爾斯·薩奇（Charles Saatchi）被視為對薩爾瓦多·達利（Salvador Dali）的創作帶坎道列斯元素有著相當的影響，據各傳記作家對這名畫家的傳記所寫，記錄中曾有將其妻加拉（Gala）在他人面前被赤裸露出的情節。
羅伯特·漢森是美國一位前聯邦調查局特工，他在2001年因為替蘇聯和俄羅斯從事間諜活動而被捕。據透露他曾為妻子拍下露骨的性愛照片並發送給朋友，其後漢森偶爾在朋友來家拜訪時邀請他們暗中窺看自己與妻子做愛。最初他的朋友僅從屋外透過窗戶偷看，不久後漢森更從FBI處挪用了可裝置閉路電視的錄影設備，方便朋友可以在自己的臥室窺看。

## 伸延閱讀
- American Psychiatric Association, Diagnostic and Statistical Manual of Mental Disorders, Text Revision IV (DSM-IV-TR).
- Barbara Foster, Michael Foster, Letha Hadady. Three in Love: Ménages à trois from Ancient to Modern Times.  ISBN 0-595-00807-0
- Geoffrey Chaucer, Canterbury Tales (the Miller's Tale is a story that humorously examines the life of a cuckold).
- A book by French Queen Maguerite de Valois（页面存档备份，存于）
- Robertson Davies, Fifth Business

## 外部連結
- King Candaules as told by historian Herodotus（页面存档备份，存于）
- Sheridan, Paul. . Anecdotes from Antiquity. 2015-10-24  [2015-10-26]. （原始内容存档于2016-01-17）.